# 飛躍啟德
飛躍啟德（英語：Kai Tak Fantasy）為香港行政長官梁振英透過《2013年度香港行政長官施政報告》建議在香港九龍啟德發展區前跑道末端、觀塘海濱行動區及觀塘避風塘（合共90公頃）興建的主題樂園，涉及約30萬平方米樓面面積；旨在利用前啟德機場的航空、航海及運輸背景，發展上述土地成為兼具教育及娛樂的園地，預計於2021年起與《啟德發展計劃》中的第三階段設施一同逐步落成。

## 歷史

### 沿革
2013年1月16日，行政長官梁振英於《2013年度香港行政長官施政報告》中表示，前啟德機場跑道末端具有極大潛力發展成為旅遊及娛樂中樞，他建議在此建立城中樂園──飛躍啓德。

### 概念設計比賽
同年，起動九龍東辦事處根據被批核的《啟德分區計劃大綱圖》而籌備一個國際級的城市規劃、概念設計比賽，期望將飛躍啟德發展成為首屈一指的世界級旅遊景點，並且與《起動九龍東》的政策措施產生協同效應，促進九龍東的轉型，推動香港經濟長遠發展。比賽限定飛躍啟德三個區域（前跑道末端、觀塘海濱行動區及觀塘避風塘）當中每個區域必須符合特定設計要求，例如觀塘避風塘不作為避風用途的季節應該作為水上活動用途。同年6月20日，一連串的公眾參與活動（包括於7月27日舉行的公眾諮詢會）展開，直至8月19日為止。比賽於同年11月28日起接受報名，於2014年1月10日中午12時截止，共接獲80份參賽作品，於4月完成第一階段評審參賽作品，選出4名入圍作品進行次輪階段，再作出詳細分析予評審委員參考，於9月進入第二階段評審參賽作品，於11月公布結果。評審團團員包括啟德海濱發展專責小組主席吳永順、旅遊業議會主席胡兆英、香港建築師譚秉榮、香港大學建築系院長王維仁、當代文化中心董事劉小康和蘭桂坊協會主席盛智文等等。

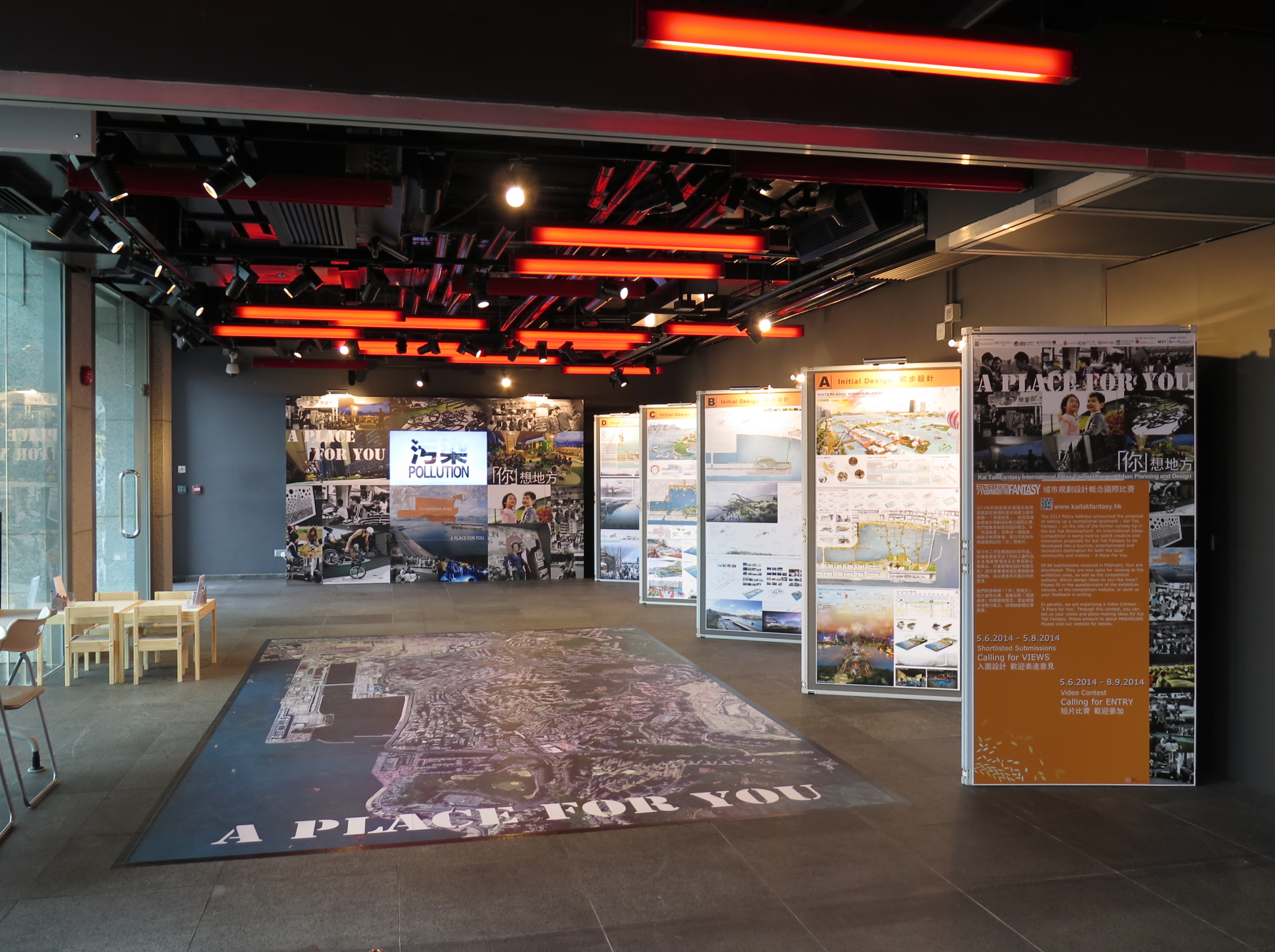
「飛躍啟德」第二階段巡迴展覽於2014年6月5日至8月5日期間在展城館舉行。

2014年6月5日至8月5日，起動九龍東辦事處舉辦第二階段公眾參與活動，選出4份經過發展及深化的入圍作品巡迴展覽，以收集公眾對於初選入圍作品的意見。2015年，起動九龍東辦事處將會對得獎作品進行為期兩年的技術可性行研究，預計於2021年起逐步竣工。
2014年11月14日，起動九龍東辦事處公布由香港大學城市設計系碩士畢業生及現任導師Md Masudul Islam帶領6名中國大陸、孟加拉和哥倫比亞學生所設計的「啟德2.0﹕健康啟航」方案，擊敗香港及海外隊伍，於合共80份作品中脫穎而出。得獎方案原來為大學課程中一份有關於淨化水質的作業，方案焦點為使用近岸種植、浮台種植及挖通水道的方法淨化水質。發展局局長陳茂波表示，獲勝隊伍充分發揮了飛躍啟德的發展潛力，展示出《起動九龍東》策略中的4個主題：聯繫、品牌、多元化和設計的獨到構思。評審成員吳永順表示，該作品運用了大量的綠化元素，「將沿海環境與大自然融合」，比較其他作品具創意，因此挑選了該作品作為得獎方案。此外，由於啟德發展區沿海為維多利亞港，在評審過程中發現除兩份參賽作品外，其餘全部作品均或牴觸《保護海港條例》，當中4個入圍方案亦不例外。為了避免浮台設計牴觸《保護海港條例》，設計團隊設計在浮台上安裝引擎，除了可以隨時調整位置，亦可以在惡劣天氣情況下將其撤走，及計劃挖掘觀塘海岸線，將其後移。吳永順指出，認為值得測試現有條例限度，否則往後在維多利亞港海濱的設計只會流於保守及傳統，若果最終浮台設計不能夠落實，對整個設計的影響亦有限。

## 入圍作品

### 水境樂園
水境樂園──傳統現代和諧共存：「水上街市結合豐富活動的全新體驗；場景變換多樣靈活：浮筒組裝靈活便捷，可根據不同需要佈局；經濟生態持續發展：材料環保，造價低廉。」以木質夾板、混凝土浮塊及水淨化盒子等物料製作的浮筒連接成為街道，創造休憩空間、水上花園、活動場所及街市等，以嘉年華形式設計可以24小時運作的休憩區。 

### 東山再起
東山再起──與大自然重新連接：「一個讓人們暫停、觀察和反思周圍的空間。啟德的東山再起將帶給香港人獨特體 驗微風、水流、大地震動、和無限天空的經歷」重視綠化設計，善用梯田植物過濾提高水質，並且設有單車徑與生態露台。

### 啟德2.0（獲選方案）
啟德2.0──健康啟航：「我們從景觀、水質、生態著手，提出健康發展新策略以提高香港環境質量，打造出集國際與本土，自然與城市，社會性與經濟性於一體的城市新模型。」特點在於挖空前啟德機場跑道中間以及末端部份範圍，形成數個島嶼，在島嶼上興建酒店及各種與健康生活有關係的設施，旨在打造集國際與本土、自然與城市及社會性與經濟性於一體的城市新模型。

### 龍園
龍園──通往香港的大道：「想像一下，循環再用的貨櫃箱成為了如樂高般不斷變化的創意村莊，使之在那充滿活力的海濱和綠地上像雙塔般閃閃發光，成為香港天際線上最創新的標誌式燈塔。」以循環再用的貨櫃如積木般砌出6大空間，包括展覽場地、城市花園、餐館、商務區及文化區等創意村莊，並且設有人天橋連接旅遊中心及啟德郵輪碼頭。

## 鄰近
- 啟德郵輪碼頭
- 啟德跑道公園
- 觀塘海濱花園

## 相關參見
- 啟德發展計劃

## 外部連結
- 「飛躍啟德」城市規劃及設計概念國際比賽